# 4815 Anders
4815 Anders eller 1981 EA28 är en asteroid i huvudbältet som upptäcktes den 2 mars 1981 av den amerikanska astronomen Schelte J. Bus vid Siding Spring-observatoriet. Den är uppkallad efter Edward Anders.
Asteroiden har en diameter på ungefär 4 kilometer och den tillhör asteroidgruppen Vesta.